# کمیته پژوهش فضایی
کمیته پژوهش فضایی در سال ۱۹۵۸ (میلادی) از سوی شورای بین‌المللی علوم پایه‌گذاری شد.

## آرمان‌ها
آرمان کمیته پژوهش فضایی، پیشرفت پژوهش‌های علمی درباره فضای بیرونی در سطح بین‌المللی است و تاکید آن بر داد و ستد رایگان نتایج، اطلاعات، نظرات، و فراهم‌آوری یک تالار گفتگوی باز با پذیرش همه دانشمندان است که در آن درباره مشکلاتی که ممکن است بر پژوهش‌های فضایی تاثیر بگذارند گفتگو می‌کنند. این آرمان‌ها با سازماندهی سمپوزیوم، چاپ نشریات، و راه‌های دیگر بدست می‌آیند. کمیته پژوهش فضایی چندین برنامه پژوهشی درباره جُستارهای گوناگون راه‌اندازی کرده که شماری از آنها با همکاری دیگر انجمن‌های علمی پیش می‌روند. از هنگام آغاز برنامه طولانی‌مدت مرجع بین‌المللی هواکره کمیته پژوهش فضایی در سال ۱۹۶۰ (میلادی) چندین ویرایش از کد جَو-بالای آن ارائه شده است. کد "IRI" گروه کاری انجمن بین‌المللی علوم رادیویی- کمیته پژوهش فضایی برای مرجع بین‌المللی یون‌کره نخستین بار در ۱۹۷۸ (میلادی) عرضه شد و هر سال به‌روزرسانی می‌شود.

## مجمع عمومی
هر دو سال، کمیته پژوهش فضایی، مجمع عمومی برگزار می‌کند که به «مجمع علمی» نیز شناخته می‌شود. این مجمع، گروه کنفرانس‌هایی هستند که امروزه، بیش از هزار نفر در آن شرکت می‌کنند. فهرست کشورهای برگزارکننده، در جدول زیر آمده‌اند. ۴۱امین مجمع کمیته در سال ۲۰۱۶ (میلادی) در استانبول ترکیه، به دلیل پیامدهای کودتای نافرجام ۲۰۱۶ ترکیه لغو شد.
| شماره مجمع عمومی | سال  | شهر               | کشور                |
| ---------------- | ---- | ----------------- | ------------------- |
| ۴۴ام             | ۲۰۲۲ | آتن               | یونان               |
| ۴۳ام             | ۲۰۲۰ | سیدنی             | استرالیا            |
| ۴۲ام             | ۲۰۱۸ | پاسدینا           | ایالات متحده آمریکا |
| ۴۱ام             | ۲۰۱۶ | استانبول (لغو شد) | ترکیه               |
| ۴۰ام             | ۲۰۱۴ | مسکو              | روسیه               |
| ۳۹ام             | ۲۰۱۲ | میسور             | هند                 |
| ۳۸ام             | ۲۰۱۰ | برمن              | آلمان               |
| ۳۷ام             | ۲۰۰۸ | مونترآل           | کانادا              |
| ۳۶ام             | ۲۰۰۶ | پکن               | چین                 |
| ۳۵ام             | ۲۰۰۴ | پاریس             | فرانسه              |
| ۳۴ام             | ۲۰۰۲ | هیوستن            | ایالات متحده آمریکا |
| ۳۳ام             | ۲۰۰۰ | ورشو              | لهستان              |
| ۳۲ام             | ۱۹۹۸ | ناگویا            | ژاپن                |
| ۳۱ام             | ۱۹۹۶ | بیرمنگام          | بریتانیا            |
| ۳۰ام             | ۱۹۹۴ | هامبورگ           | آلمان               |
| ۲۹ام             | ۱۹۹۲ | واشینگتن، دی.سی.  | ایالات متحده آمریکا |
| ۲۸ام             | ۱۹۹۰ | لاهه              | هلند                |
| ۲۷ام             | ۱۹۸۸ | اسپو              | فنلاند              |
| ۲۶ام             | ۱۹۸۶ | تولوز             | فرانسه              |
| ۲۵ام             | ۱۹۸۴ | گراتس             | اتریش               |
| ۲۴ام             | ۱۹۸۲ | اتاوا             | کانادا              |
| ۲۳ام             | ۱۹۸۰ | بوداپست           | مجارستان            |
| ۲۲ام             | ۱۹۷۹ | بنگلور            | هند                 |
| ۲۱ام             | ۱۹۷۸ | اینسبروک          | اتریش               |
| ۲۰ام             | ۱۹۷۷ | تلاویو            | اسرائیل             |
| ۱۹ام             | ۱۹۷۶ | فیلادلفیا         | ایالات متحده آمریکا |
| ۱۸ام             | ۱۹۷۵ | وارنا             | بلغارستان           |
| ۱۷ام             | ۱۹۷۴ | سائو پائولو       | برزیل               |
| ۱۶ام             | ۱۹۷۳ | کنستانتس          | آلمان               |
| ۱۵ام             | ۱۹۷۲ | مادرید            | اسپانیا             |
| ۱۴ام             | ۱۹۷۱ | سیاتل             | ایالات متحده آمریکا |
| ۱۳ام             | ۱۹۷۰ | سن پترزبورگ       | اتحاد جماهیر شوروی  |
| ۱۲ام             | ۱۹۶۹ | پراگ              | چکسلواکی            |
| ۱۱ام             | ۱۹۶۸ | توکیو             | ژاپن                |
| ۱۰ام             | ۱۹۶۷ | لندن              | بریتانیا            |
| ۹ام              | ۱۹۶۶ | وین               | اتریش               |
| ۸ام              | ۱۹۶۵ | مار دل پلاتا      | آرژانتین            |
| ۷ام              | ۱۹۶۴ | فلورانس           | ایتالیا             |
| ۶ام              | ۱۹۶۳ | ورشو              | لهستان              |
| ۵ام              | ۱۹۶۲ | واشینگتن، دی.سی.  | ایالات متحده آمریکا |
| ۴ام              | ۱۹۶۱ | فلورانس           | ایتالیا             |
| ۳ام              | ۱۹۶۰ | نیس               | فرانسه              |
| ۲ام              | ۱۹۵۹ | لاهه              | هلند                |
| ۱ام              | ۱۹۵۸ | لندن              | بریتانیا            |